# Leptosiaphos rhomboidalis
Espèce
Statut de conservation UICN

 DD  : Données insuffisantes
Leptosiaphos rhomboidalis est une espèce de sauriens de la famille des Scincidae.

## Répartition
Cette espèce est endémique des monts Udzungwa en Tanzanie.

## Publication originale
- Broadley, 1989 : A reappraisal of the genus Panaspis Cope, with the description of a new species of Leptosiaphos (Reptilia: Scincidae) from Tanzania. Arnoldia Zimbabwe, vol. 9, no 32, p. 439-449.